# Westlicher Großer Erg

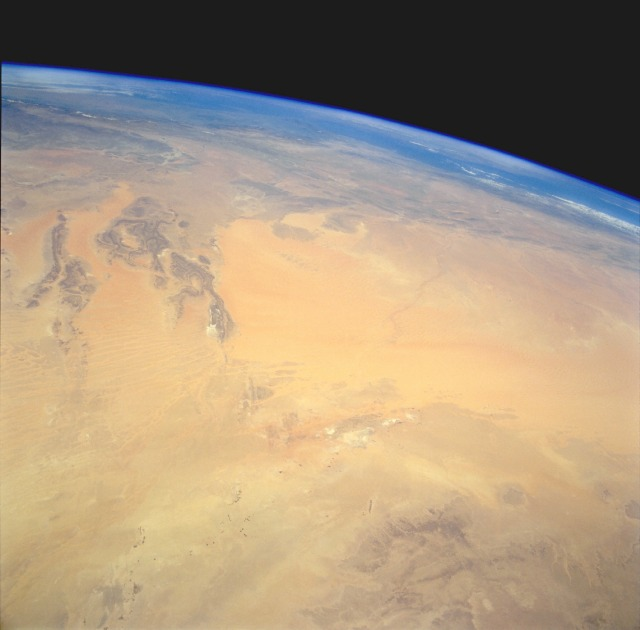
Der Westliche Große Erg, vom Weltall aus gesehen

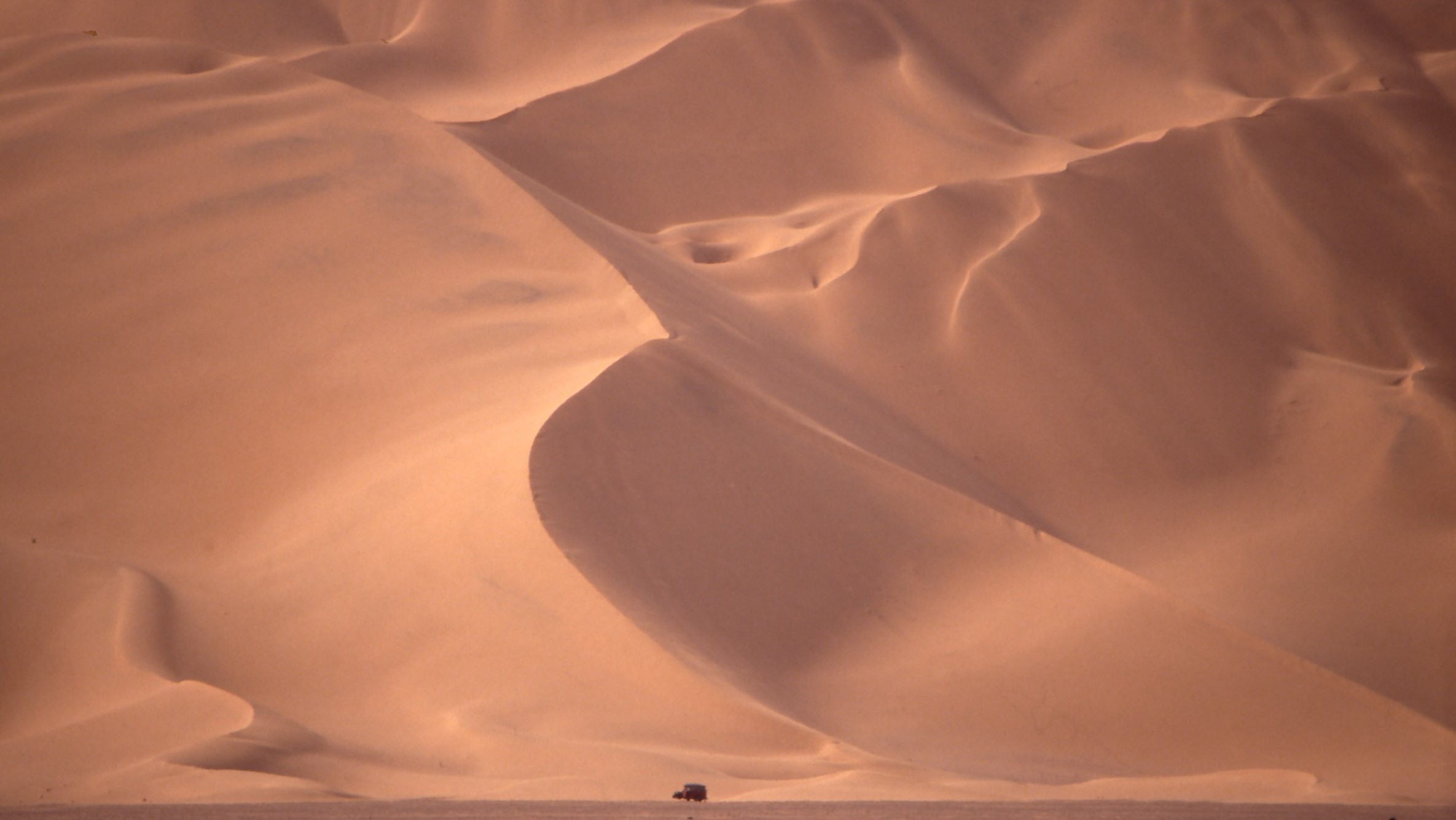
Geländefahrzeug vor einer großen Düne im westlichen großen Erg

Der Westliche Große Erg (auch als Westlicher Sandsee bekannt, französisch Grand Erg Occidental) ist ein Erg, das heißt ein Sandmeer in der Sahara, in Nordalgerien und der zweitgrößte nach dem Östlichen Großen Erg. Er liegt südlich der Monts des Ksour und des Saharaatlas, westlich schließt sich die Hammada du Guir an.
Er erstreckt er sich über rund 600 km von Béni Abbès und Timoudi im Südwesten bis nach Laghouat und Ghardaia im Nordosten, seine Breite beträgt etwa 250 km. Grob umrandet wird der Westliche Große Erg im Westen und Nordwesten von der Nationalstraße 6, bzw. vom Oued Zousfana und dem Oued Saoura, im Osten von der Nationalstraße 1 und im Süden von der Nationalstraße 51. Die Fläche dazwischen ist menschenleer und es sind keine Dörfer oder Straßen vorhanden.